# Stephankiez

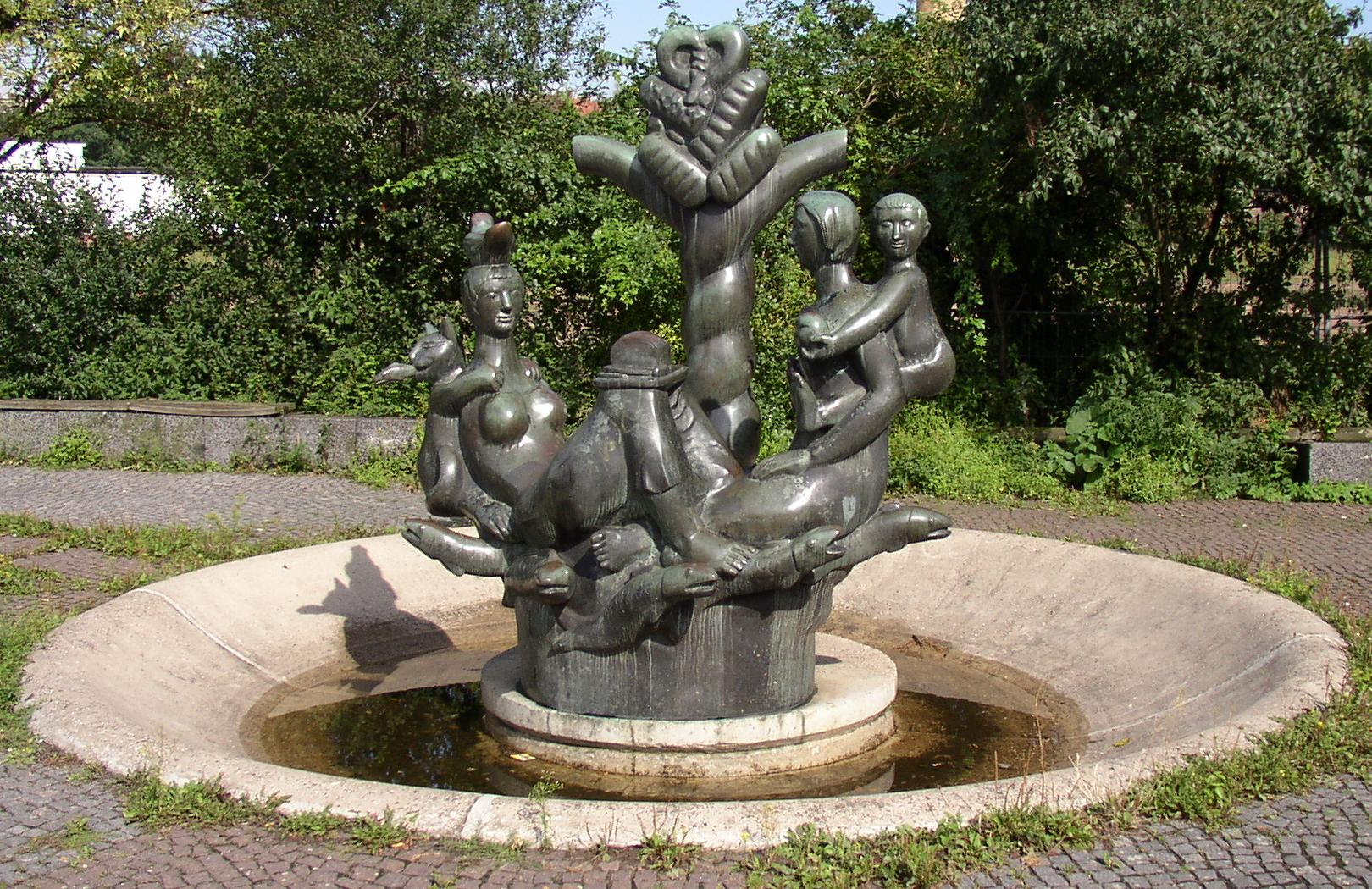
Paech-fontein op de hoek Stephan-/Birkenstraße

De Stephankiez is een buurt in het Berlijnse stadsdeel Moabit in het district Mitte. De bebouwing stamt voornamelijk uit de Gründerzeit, in de 19e eeuw. Midden in de buurt ligt de Stephanplatz. Merkwaardig aan de buurt is het stervormig stratenpatroon.
De kiez met de Stephanstraße als centrale as, wordt begrensd door de Quitzowstraße, Birkenstraße, Putlitzstraße, Perleberger Straße, Rathenower Straße en Kruppstraße. Belangrijke groene plek is het naar de vroegere districtsburgemeester genoemde Fritz-Schloß-Park.

## Kroniek
- Einde van de 12e eeuw ontstond Moabit, op de plaats van de huidige Stephankiez
- 1717 – de koninklijke buskruitfabriek wordt gebouwd in de omgeving van de huidige Rathenower Straße
- 1718 – Hugenoten betrekken de kiez; van hen stamt vermoedelijk de benaming "Moabit"
- 1848 – Poolse vrijheidsstrijders worden bevrijd uit de gevangenis van Moabit
- 1861 – Moabit wordt deel van Berlijn
- 1868 – stichting van een dominicanenklooster
- 1877 – in Moabit worden de eerste waterleidingen van de stad in gebruik genomen
- 1901 – inhuldiging van de tramlijn
- 1906 – inwijding van de Heilig-Geist-kerk in de Perleberger Straße
- 1941 – in het goederenstation van Moabit in de Quitzowstraße begint de deportatie van de Berlijnse joden naar de vernietigingskampen
- 1948 – Wolfgang Scheunemann uit de Stephankiez wordt gedood door de Vopos van de DDR
- 1992 – Proces tegen Erich Honecker voor de correctionele rechtbank van Moabit.